# Maison de Clefmont
La maison de Clefmont est une famille noble originaire du Bassigny, puis par la suite incorporée dans le comté de Champagne, lui-même inclus dans le royaume de France, durant le Moyen Âge central, dont plusieurs membres se sont illustrés pendant les croisades ou par la fondation d'institutions religieuses.

## Histoire
À l'origine, la seigneurie de Clefmont était un territoire démembré du comté de Bassigny. Il est fait mention du château pour la première fois au XIe siècle, mais il aurait été construit au siècle précédent, vers 930, par le duc de Bourgogne, Hugues le Noir, alors en conflit avec Hugues le Grand.
Selon plusieurs historiens, la maison de Clefmont serait issue des anciens comtes de Bassigny. Les premiers seigneurs avaient le titre de comte, mais celui-ci disparait et ils ne paraissent dans les documents que sous le titre de seigneur de Clefmont.
Ils étaient vassaux des ducs de Bourgogne, ensuite vassaux des évêques de Langres pour quelques terres à Bonnecourt et autres, puis c'est au XIIIe siècle qu'ils deviennent vassaux des comtes de Champagne : « je suis homme lige de l'évêque de Langres, après le comte de Bourgogne et le comte de Champagne » dit Simon de Clefmont en 1214.
En 1395, Raoline de Clefmont, dernière descendante, se maria avec Girard de Choiseul, la seigneurie passa à la branche Choiseul-Clefmont.

## Seigneurs de Clefmont
- Widric de Clefmont († ap. 1037), comte de Clefmont, connu pour avoir dévasté les terres du duc Thierry de Lorraine avec Amaury, son frère (1017)[4]. Les deux frères essuyèrent une sévère défaite[5]. Widric avait épousé Ive, fille du comte de Port-sur-Saône et aurait eu un fils nommé Hugues, qui épousa Lancenna[6] (tige des seigneurs de Choiseul ?).

- Hugues de Clefmont († ap. 1100), comte de Clefmont.

- Simon Ier de Clefmont († av. 1136), comte de Clefmont. Il épouse Lucerna de Laferté-sur-Aube[7], et ont au moins un enfant :
  - Simon II de Clefmont, qui suit.

- Simon II de Clefmont (né vers 1070 – † après 1130), comte de Clefmont et fondateur de l'abbaye de La Crête en 1121. Il combat aux côtés de Robert Guiscard de Hauteville en Italie, où il se marie avec Agnès de Roucy, fille de Ebles II de Roucy et de Sibylle de Hauteville, dont il a au moins un enfant :
  - Robert Wichard de Clefmont, qui suit.

- Robert Wichard de Clefmont (né vers 1105 - † vers 1147), comte de Clefmont. Croisé. Il se marie avec Béatrix de Vignory, fille de Guy IV de Vignory, et ont trois enfants :
  - Simon III de Clefmont, qui suit.
  - Robert Wichard II de Clefmont, cité en 1172 dans le Feoda Campanie.
  - Alix-Wicharde, mariée avec Simon Ier, seigneur de Sexfontaines.

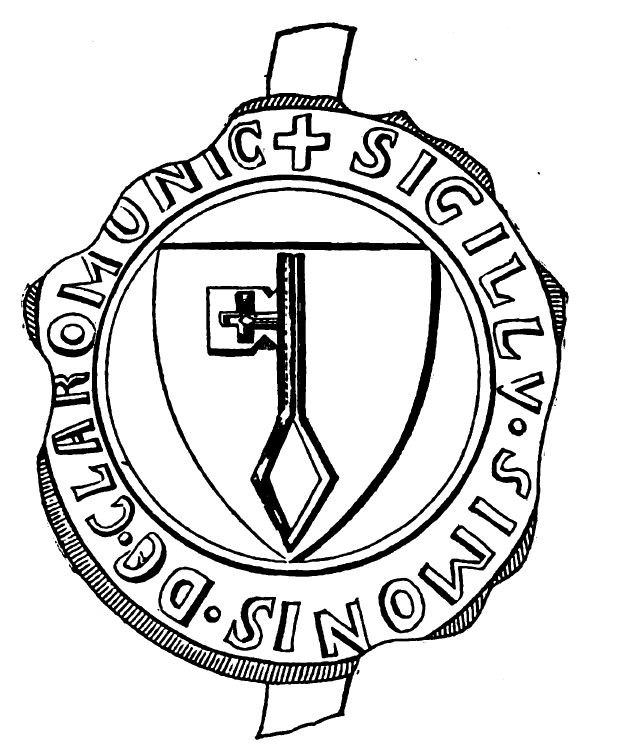
Sceau des seigneurs de Clefmont.

- Simon III de Clefmont (né vers 1140 - † vers 1190), comte de Clefmont. Il participe à la troisième croisade où il trouve la mort. Il se marie en premières noces avec une femme prénommée Auvis mais dont le nom est inconnu. Veuf, il épouse en secondes noces Béatrix de Champlitte, fille d'Eudes Ier de Champlitte dit le Champenois, seigneur de Champlitte et vicomte de Dijon, et de Sybille de La Ferté, et ont au moins trois enfants :
  - Robert Wichard III de Clefmont, qui accompagne son père lors de la troisième croisade et où il trouve également la mort.
  - Simon IV de Clefmont, qui suit.
  - Béatrix de Clefmont, dame de Poulangy[7].
  - peut-être une autre fille.

- Simon IV de Clefmont (né vers 1180 - † vers 1239), seigneur de Clefmont. Lors de la guerre de succession de Champagne, il fait partie des partisans d'Erard de Brienne et de sa femme Philippa de Champagne, contre la comtesse Blanche de Navarre et son fils Thibaut. En 1239, il participe à la croisade des barons avec le comte Thibaut IV. Il avait contracté plusieurs mariages, dont un avec Isabelle de Joinville en 1227. Il épouse en premières noces Ermessende de Vendeuvre[8], fille de Hugues IV de Vendeuvre, co-seigneur de Vendeuvre, et d'Helvis de Chacenay, dont il a au moins quatre enfants. Veuf, il épouse en secondes noces Élisabeth de Joinville, dame de Montclair, fille de Simon de Joinville, seigneur de Joinville, et d'Ermengarde de Montclair , dont il a au moins deux autres enfants :
  - de (1) : Simon V de Clefmont, qui suit.
  - de (1) : Eudes de Clefmont († vers 1253), co-seigneur de Vendeuvre et seigneur de Pierrefitte-sur-Aire. Il épouse Jeanne de Belrain, dame de Pierrefitte-sur-Aire.
  - de (1) : Jean de Clefmont, cité dans une charte de 1235.
  - de (1) : Agnès de Clefmont, qui épouse Wichard d'Acraignes, avoué de l'abbaye de Flavigny.
  - de (2) : Gui de Clefmont, chevalier, seigneur de Montclair, cité dans une charte de 1258.
  - de (2) : Marguerite de Clefmont, qui épouse Jean de Montreal, fils d'Anseric IV de Montreal et de Marie de Garlande, dont elle a quatre enfants (Gui, Jeanne, Agnès et Béatrix).

- Simon V de Clefmont, seigneur de Clefmont.
  - Simon VI, qui suit ;
  - Eudes, seigneur de Vandœuvre ;
  - Gui.

- Simon VI de Clefmont († v. 1287), seigneur de Clefmont. Il épousa Jeanne et eurent trois fils :
  - Ferry Ier, qui suit ;
  - Jacques, doyen de Toul, seigneur d'Is ;
  - Geoffroi, qui devint seigneur de Reynel par son mariage avec Elisende II.

- Ferry Ier de Clefmont († v. 1302), seigneur de Clefmont. Il eut :
  - Loyse
  - Gui Ier, qui lui succeda

- Guy Ier de Clefmont († 1354), seigneur de Clefmont. Marié en premières noces à Béatrix ou Marguerite il eut :
  - Ferry II, qui suit ;
  - Simon de l'Eustache (d'Alix).

- Ferry II de Clefmont(† 1383), seigneur de Clefmont, mort sans descendance.

- Guy II de Clefmont, neveu du précédent, seigneur de l'Isle-en-Rigaud, puis de Clefmont. Il épouse Marie de Vieux-Châtel dite de Maulain et eurent :
  - Raouline, dernière héritière, mariée à Girard de Choiseul.